# حملات ۱۴۰۴ ایران به اسرائیل
حملات خرداد ۱۴۰۴ ایران به اسرائیل با نام عملیاتی وعدهٔ صادق ۳، موجی از حملات موشکی ایران به اسرائیل در پاسخ به حملات ۱۴۰۴ اسرائیل به ایران بود که در اواخر شامگاه جمعه ۲۳ خرداد ۱۴۰۴ به وقوع پیوست که این موشک‌ها برخی رهگیری و برخی نیز به تل‌آویو اصابت کردند. احمد وحیدی اهداف این حملات را پایگاه‌های هوایی «نواتیم»، «نوادا» و «تلگراف» که به گفتهٔ وی مبدأ حمله به ایران بودند ذکر کرد.به گزارش موسسه یهودی امنیت آمریکا، در مجموع ۲۰۱ موشک از ۵۷۴ موشک شلیک شده،رهگیری شد.
تعداد موشک های شلیک شده به سمت  اسرائیل،
بیش از ۵۰۰ فروند راکت و موشک ذکر شده است.
حدود ۱۰۰۰ پهپاد ایرانی به سمت اسرائیل شلیک شده که بیشتر آنها، بیشتر در جنوب، از طریق خاک عراق و سوریه وارد شدند.
بیشتر کشته‌ها و مجروحان در شهرهای اشدود، بئرشبع، کریات گت، و تل‌آویو گزارش شده‌اند.
با وجود عملکرد موفق سیستم دفاعی گنبد آهنین و پشتیبانی مستقیم پدافند آمریکا، حدود ۱۳٪ از موشک‌ها از فیلتر دفاعی عبور کردند و منجر به خسارات و تلفات شدند.
۲۹ کشته در اسرائیل گزارش شد.
و مجروحان بیش از ۳٬۰۰۰ نفر (۳٬۲۳۸ نفر بستری شدند؛ شامل ۲۳ مبتلای شدید، ۱۱۱ متوسط، ۲٬۹۳۳ خفیف، ۱۳۸ اضطراب حاد و ۳۰ مورد نامشخص)  هستند.

## نام عملیات
ایران حملات خود را وعده صادق ۳ نامید، کلمه "وعده" در زبان فارسی معانی مختلفی دارد، اما عمدتاً به قول یا تعهدی اشاره دارد که فردی به دیگری می‌دهد به این معنی که کسی به دیگری قولی را می‌دهد تا در آینده آن را عملی کند، و صادق به کسی اشاره دارد که در گفتار و کردار خود حقیقت را می‌گوید و از دروغ و فریب دوری می‌کند.

## پیش‌زمینه
در سحرگاه روز جمعه ۲۳ خرداد ۱۴۰۴، اسرائیل حملات گسترده‌ای در خاک ایران انجام داد. این حملات که توسط نیروهای دفاعی اسرائیل و موساد انجام شد، تأسیسات هسته‌ای، پایگاه‌های نظامی، مناطق مسکونی و منازل مقامات ارشد ایرانی را هدف قرار داد. این عملیات موجب وارد آمدن خسارت به سایت‌های کلیدی هسته‌ای و کشته شدن مقام‌های ارشد نظامی ایران شد. این حمله، بزرگ‌ترین حمله علیه ایران از زمان جنگ ایران و عراق تاکنون محسوب می‌شود.

## طرف‌های درگیر
آکسیوس در ۱۳ ژوئن به نقل از یک مقام ارشد آمریکایی گزارش داد که ایالات متحده به اسرائیل در رهگیری موشک‌های ایرانی کمک می‌کند. رویترز گزارش داد که ایران به ایالات متحده، بریتانیا و فرانسه هشدار داده است که اگر در متوقف کردن حملات تهران به اسرائیل کمک کنند، پایگاه‌ها و کشتی‌های آنها در منطقه هدف قرار خواهد گرفت. به گفته دو مقام اسرائیلی، اسرائیل از دولت ترامپ خواسته است تا برای نابودی برنامه هسته‌ای ایران به جنگ با این کشور بپیوندد.

## تلفات

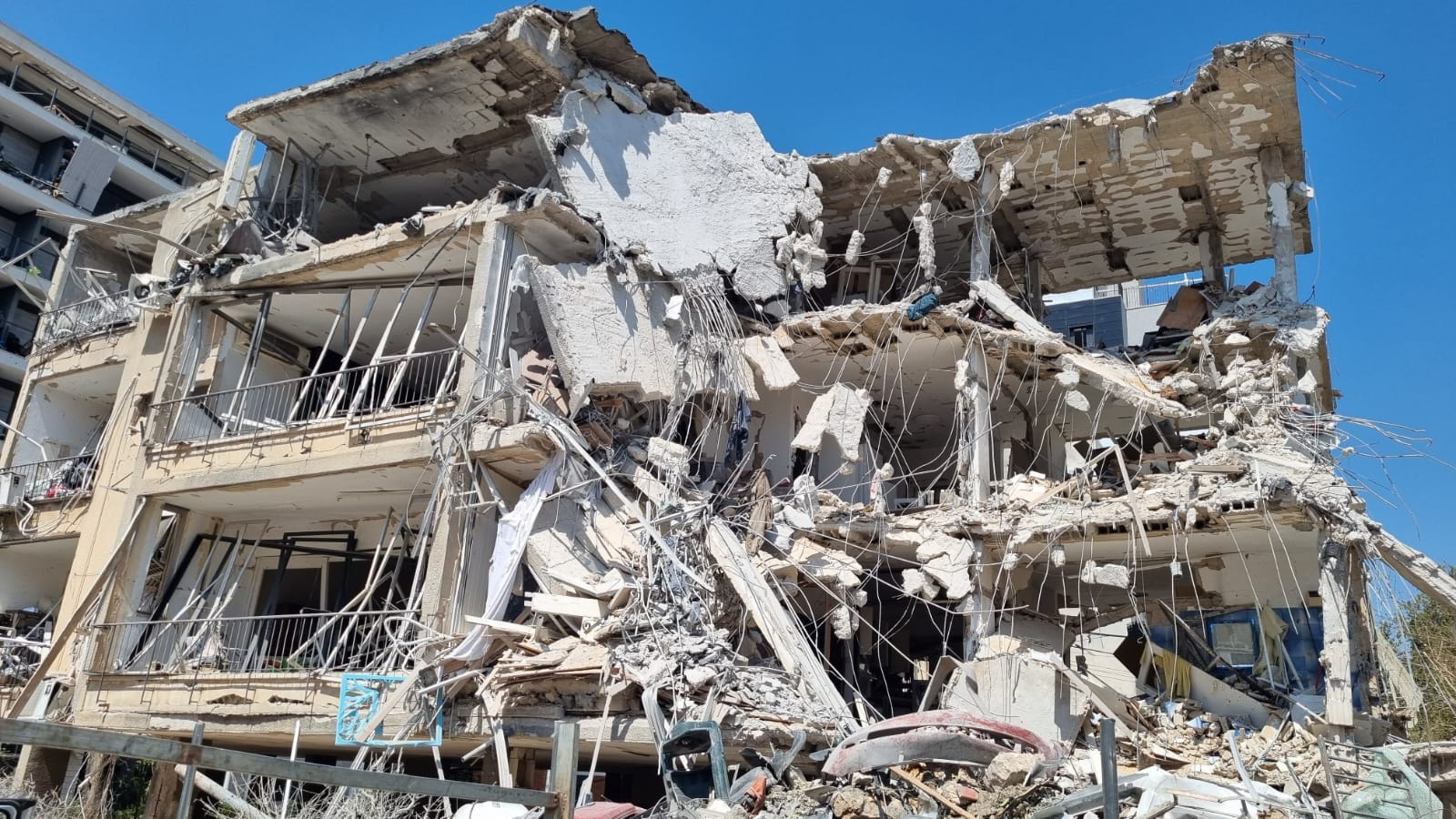

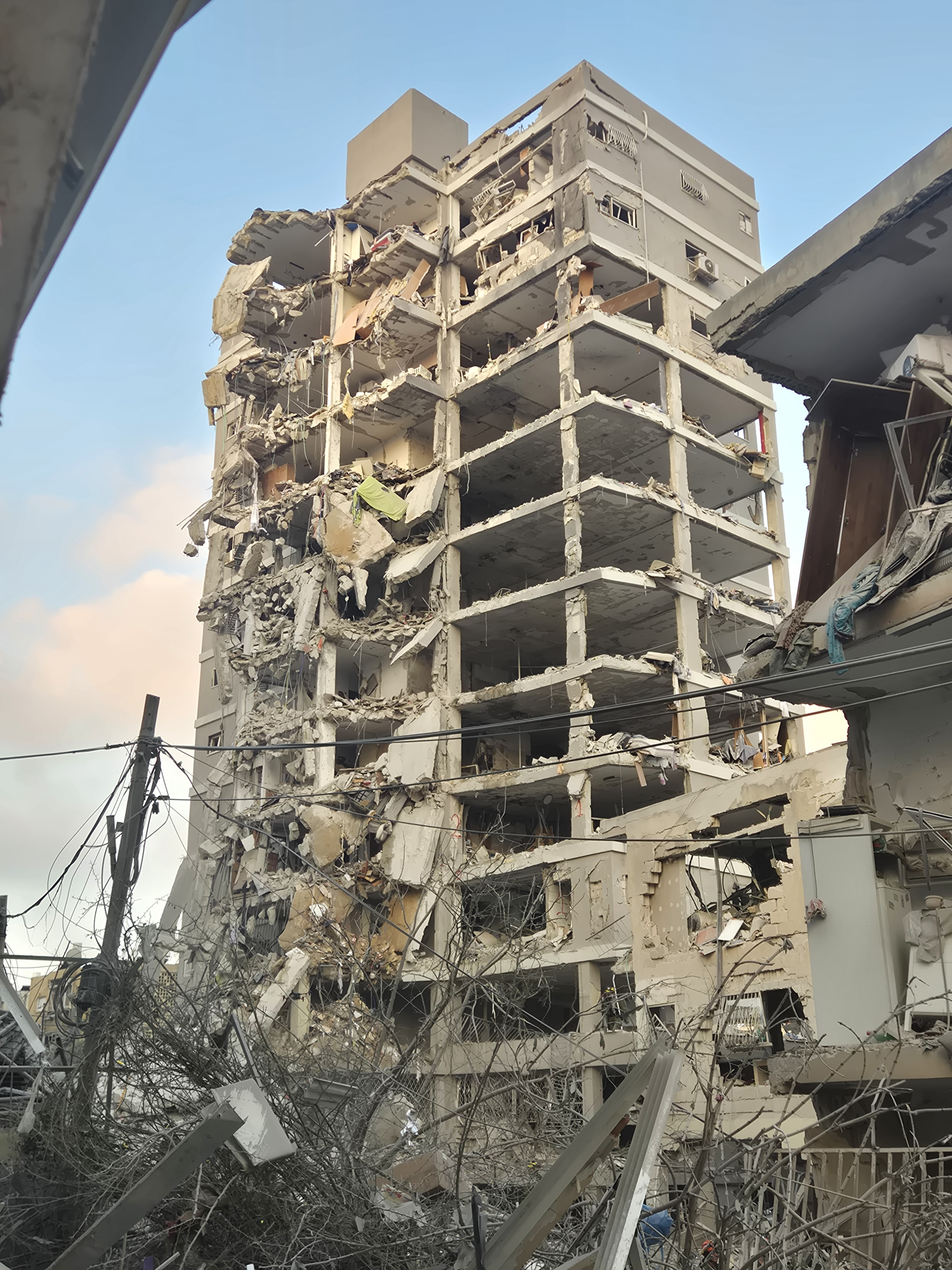

### تلفات انسانی
در ۱۴ ژوئن، کانال ۱۲ اسرائیل به نقل از ستاره داوود سرخ گزارش داد که ۶۳ نفر در حمله موشکی بالستیک ایران زخمی شده‌اند - یکی در شرایط بحرانی، دیگری در شرایط وخیم، و هشت نفر با جراحات متوسط، در حالی که بقیه جراحات جزئی داشته‌اند. مرگ یک نفر تأیید شد. در تل‌آویو، تیم‌های امداد و نجات دو نفر را زنده از یک ساختمان فروریخته بیرون کشیدند. بعداً در همان روز، انتشارات اسرائیلی والا! از کشته شدن سه اسرائیلی و زخمی شدن ۱۷۲ نفر خبر داد. سه غیرنظامی اردنی نیز در آن روز زخمی شدند.
در ۱۴ ژوئن، گزارش شد که پنج اسرائیلی در شمال اسرائیل توسط موشک‌های ایرانی کشته شده‌اند.
در ۱۵ ژوئن، گزارش شد که پس از حمله موشکی به مرکز بت یام، ۹ غیرنظامی اسرائیلی کشته، نزدیک به ۲۰۰ نفر زخمی و یک نفر مفقود شده است. حمله به رخووت ۴۲ زخمی بر جای گذاشت.
در ۱۶ ژوئن ۲۰۲۵، پس‌از حملات موشکی بالستیک ایران به حیفا و تل‌آویو، تعداد کشته‌ها هشت نفر و حدود ۱۰۰ نفر زخمی گزارش شد.

### خسارت مادی
یک ساختمان مسکونی مدرن در مرکز تل‌آویو متحمل خسارات جدی شد. آتش‌سوزی در چندین آپارتمان رخ داد و دود از ساختمان‌ به هوا برخاست. ساختمان مجاور نیز دچار خسارات خارجی عمده‌ای ازجمله شکستن پنجره‌ها و آویزان شدن فلز تاب‌خورده از نما شد. در رمت گان، چندین ماشین سوخته و سه خانه به‌طور مشهودی آسیب دیده‌اند. در تل‌آویو، مجتمع وزارت دفاع اسرائیل در اثر اصابت موشک آسیب دید.
به گفته مقامات شهرداری، نه ساختمان در رمت گان به‌طور کامل تخریب شدند، درحالی که صدها ساختمان دیگر خسارات مختلفی را متحمل شدند. تقریباً ۱۰۰ نفر از ساکنان به‌دلیل رگبار موشک از خانه‌های خود آواره شدند. ارتش اسرائیل اعلام کرد که تعداد محدودی از ساختمان‌ها بر اثر ترکش‌های ناشی از عملیات رهگیری موشک آسیب دیده‌اند.

## پیامدها
پس‌از حملات اسرائیل به ایران، اسرائیل حالت آماده‌باش کامل اعلام کرد و ارتش اسرائیل از غیرنظامیان خواست که در پناهگاه‌ها بمانند و منتظر حملات بیشتر باشند. تجمعات عمومی ممنوع، مدارس تعطیل و پروازها در فرودگاه اصلی اسرائیل به‌عنوان اقدامات احتیاطی لغو شد.
ایران تهدید کرده است که درصورت کمک آمریکا، بریتانیا و فرانسه به اسرائیل در مقابله با حملاتش، پایگاه‌ها و کشتی‌های آنها را در منطقه هدف قرار خواهد داد.

## واکنش‌ها

### بین‌المللی
- آرژانتین: رئیس‌جمهور خاویر میلی حمله متقابل ایران به اسرائیل را محکوم کرد و از اقدامات نظامی قبلی اسرائیل حمایت کرد و گفت: «[ما] علیه شر می‌جنگیم.»[۲۲]

- استرالیا: نخست‌وزیر، آنتونی آلبانیزی، اظهار داشت که اگرچه از «تهدید تبدیل شدن ایران به یک کشور هسته‌ای برای صلح و امنیت منطقه» آگاه است، اما نسبت به تشدید بیشتر تنش‌ها هشدار داد و خواستار گفتگو به رهبری ایالات متحده برای جلوگیری از بی‌ثبات‌سازی بیشتر در منطقه شد.[۲۳]

- ایالات متحده آمریکا: رئیس‌جمهور دونالد ترامپ علناً اعلام کرد که «ایران باید قبل‌از اینکه چیزی باقی نماند، به توافق برسد.» ترامپ از اسرائیل حمایت کرد، و متعهد شد که به تأمین تجهیزات نظامی ادامه دهد همچنین به نیروهای آمریکایی اجازه داد تا در رهگیری اولین حملات موشکی ایران کمک کنند. ایالات متحده به ایران در مورد حمله به منافع یا پرسنل آمریکایی هشدار داد و تأکید کرد که درصورت وقوع چنین حملاتی، به‌صورت نظامی پاسخ خواهد داد.[۲۴]
- بریتانیا: رئیس خزانه بریتانیا، ریچل ریوز، پیشنهاد داده است که بریتانیا در حفاظت از اسرائیل کمک کند.[۲۵] در ۱۵ ژوئن، بریتانیا توصیه‌هایی مبنی‌بر عدم سفر شهروندانش به اسرائیل ارائه داد.[۲۶]
- روسیه: رئیس‌جمهور ولادیمیر پوتین با هر دو رئیس‌جمهور ایران، مسعود پزشکیان و نخست‌وزیر اسرائیل، بنیامین نتانیاهو گفت‌وگو کرد، حملات اسرائیل را محکوم نمود و پیشنهاد میانجی‌گری بین دو کشور را داد.[۲۷]
- کانادا: نخست‌وزیر مارک کارنی با تأکید بر «حق اسرائیل برای دفاع از خود»، خواستار خویشتن‌داری شد.[۲۷]

### سازمان‌ها و نهادها
- سازمان ملل متحد: دبیرکل سازمان ملل، آنتونیو گوترش، از طرفین خواست «حداکثر خودداری» را به خرج دهند و هرگونه تشدید نظامی در منطقه را محکوم کرد.[۲۷]